# Farnadjom
Farnadjom, también conocido como Parnajom, fue rey de Iberia entre los años 112 a. C. y 93 a. C.). Fue el cuarto de la dinastía parnavázida.
Sucedió a su padre Mirian I a su muerte en el 112 a. C.
Erigió un ídolo del dios pagano Zaden en su capital Mtskheta y fundó la ciudad de Nekresi. 
En el 93 a. C., fue derrocado y asesinado por el príncipe armenio Arshak, quien se convirtió en el siguiente rey de Iberia y fundó la nueva dinastía reinante de los Arsácidos. 
Su hijo de un año, Mirian (Mirvan), sobrevivió y encontró refugio en la corte de Partia. Recuperó el trono de su padre en el 32 a. C. 